# فائض اقتصادي

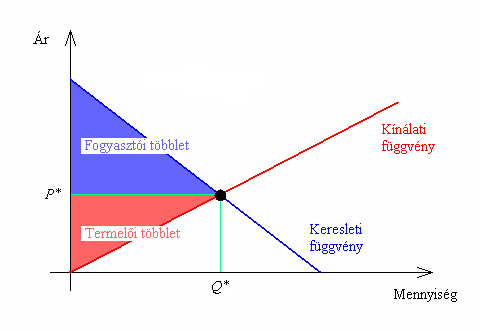

يمثل الفائض الاقتصادي قيمة الإنتاج الكلي في المجتمع، والفائض الاقتصادي لبلد ما هو قيمة ما تنتجه وحداته الإنتاجية، من سلع وخدمات. ولو استُبعدت منها قيمة عوامل الإنتاج، لأمكن التوصل إلى القيمة المضافة الإجمالية.
ولو تم استثناء الأجور الإجمالية من القيمة المضافة الإجمالية، لتَبَيَّن الفائض الاقتصادي الإجمالي، المكوَّن من: فوائد مدينة، وإيجارات مدينة، وأرباح موزعة، وأرباح محتجزة، وضرائب ورسوم مباشرة وغير مباشرة، مقابل إستهلاك الأصول. ولو طُرح مقابل إستهلاك الأصول الثابتة من الفائض الاقتصادي الإجمالي، لاتَّضَح الفائض الاقتصادي الصافي، وهو منبع التمويل الذاتي للمؤسسات والشركات ؛ إذ إن مدخراتها الإجمالية، تتكون من الأرباح المحتجزة مقابل إستهلاك الأصول؛ وباقتطاع هذا الأخير، تبقى المدخرات الصافية.
وبصرف النظر عما إذا كان الفائض محتمل أو مخطط أو فعلي فان مفهوم الفائض الاقتصادي يعني انه ما تبقى من الدخل القومي بعد سد الحاجات من سلع وخدمات أو بمعنى آخر ما تبقى من الاموال بعد تسديد ثمن الحاجات.
وهناك عدة نظريات اقتصادية في توجيه واستثمار الفائض من الدخل القومي.
ولعل أبرز ما كتب عن نظرية الفائض الاقتصادي هو ما كتبه المؤرخ عبد الرحمن بن خلدون (733-808هـ/1332-1406م)، الذي تناول مظاهر النشاط الاقتصادي أو ما أسماه «بوجوه المعاش»، وكذلك تناول فائض القيمة ولأن العمل في نظره مصدراً لها، ويذهب ابن خلدون أبعد من ذلك ليصل إلى فكرة فائض القيمة على الرغم من أنه لم يذكر ذلك صراحة بل ذكره ضمناً من خلال تأكيده على استعمال أصحاب الجاه للناس من غير عوض، ليوفروا عليهم قيم أعمال الناس.